# Blink (roman)
 For alternative betydninger, se Blink. (Se også artikler, som begynder med Blink)
Blink er en roman af den canadiske forfatter Malcolm Gladwell. Den er udgivet i 2005, Little, Brown and Company, Blink. Udgivet på dansk i 2006, forlaget Bindslev
Bogen nærmer sig menneskets intuitive evner fra en ikke-mystisk vinkel og viser hvordan vores lynhurtige kognitionsapparat faktisk kan bruges i mange situationer, mens det udgør en fare eller en mulig fælde i andre.
| Bog | Spire Denne artikel om bøger og tidsskrifter er en spire som bør udbygges. Du er velkommen til at hjælpe Wikipedia ved at udvide den. |